# 2000年シドニーオリンピックのスリランカ選手団
2000年シドニーオリンピックのスリランカ選手団（2000ねんシドニーオリンピックのスリランカせんしゅだん）は、2000年9月15日から10月1日にかけてオーストラリアのニューサウスウェールズ州シドニーで開催された2000年シドニーオリンピックのスリランカ選手団、およびその競技結果。

## 概要
今大会は銀メダル1個、合計1個のメダルを獲得した。

## メダル
| メダル | 選手名                     | 競技 | 種目     |
| ------ | -------------------------- | ---- | -------- |
| 銀     | スサンティカ・ジャヤシンゲ | 陸上 | 女子200m |